# Interferentie (leerpsychologie)
Interferentie is in de leerpsychologie het verschijnsel dat een leerling elementen uit het ene leersysteem ten onrechte toepast in het andere.

## Systeemtheorie

### Sporen en klontering
De systeemtheorie gaat ervan uit dat leerervaringen bij de leerling een resultaat achterlaten, dat wel een spoor wordt genoemd. Zo'n leerresultaat moet als een psychologisch spoor worden beschouwd, niet als een fysiologisch.
- Voorbeeld: Een van de technieken die een beginnend autorijder moet leren, is het overschakelen. Heeft hij dat onder de knie, dan heeft zich in zijn leersysteem een spoor gevormd. Maar daarnaast vormen zich andere sporen: het ontkoppelen, het remmen, het beheersen van de beweging door sturen.

Maar deze sporen staan niet los van elkaar: zij vertonen een zekere samenhang en organiseren zich tot een geheel, een systeem. Daarbij verliezen zij een deel van hun individualiteit: er treedt homogenisering op tijdens de systeemvorming. Ten slotte kan het voorkomen dat de afzonderlijke sporen niet meer als zodanig worden herkend: zij zijn geklonterd tot een samenhangend bereik.
- In ons voorbeeld past de autorijder de verschillende technieken ten slotte simultaan toe, zonder ze nog als aparte handelingen te zien.

### Actualisatie
Het leergedrag dat de leerling zich heeft eigen gemaakt, is specifiek voor een bepaalde situatie; autorijgedrag past niet op de fiets, niet in de trein. Het gedragssysteem wordt door de relevante situatie geactualiseerd: een voorliggende auto leidt tot remmen en terugschakelen, een bocht in de weg tot sturen. Die actualisatie kan echter meer dan één systeem activeren: mits de systemen voldoende overeenkomst vertonen, gaan zij een verbinding aan, of kunnen zelfs gezien worden als subsystemen van één bovenliggend systeem.
- Een automobilist die ook motor rijdt, zal in de (sub)systemen "autorijgedrag" en "motorrijgedrag" deels dezelfde actualisatoren ondergaan; ten dele uiteraard ook niet.

### Systeemscheiding
Soms is juist de scheiding van systemen van vitaal belang.
- De automobilist die via de boot Engeland is binnengekomen, zal zich van een systeem moeten bedienen dat ietwat afwijkt van het continentale. De actualisator "auto van rechts" dient nu een ander gedragsspoor te realiseren.

## Interferentie

### Gebrekkige systeemscheiding
Systeemscheiding is veelal problematischer naarmate de beide (sub)systemen die uit elkaar moeten worden gehouden, sterker op elkaar lijken. Het gevaar dat een bepaalde actualisator een gedragsspoor realiseert dat bij het verkeerde systeem hoort, is dan dus relatief groot.
- Er is een groter verschil tussen zwemmen en autorijden dan tussen autorijden op het continent en autorijden in Engeland. Bij de laatste systeemset is er een vrij groot risico van onvoldoende systeemscheiding. Want hoewel de automobilist zich (wellicht in de praktijk) het Engelse autorijden heeft eigen gemaakt, kan toch een actualisator, bijvoorbeeld "lege weg op stille zondagmorgen" het verkeerde systeem activeren, en men gaat rechts rijden. (Een additionele actualisator kan ervoor zorgen dat alsnog het juiste systeem wordt aangesproken: de "plotseling opdoemende tegenligger" veroorzaakt een schielijk uitwijken naar de linker weghelft.)

Hier is interferentie opgetreden: het gedragssysteem "autorijden op het continent" heeft geïnterfereerd met het gedragssysteem "autorijden in Engeland". Systeemscheiding is hier van wezenlijk belang om schadelijke interferentie te voorkomen.

### Taalkunde
In de bovenstaande bespreking is steeds uitgegaan van rijgedrag en het aanleren daarvan. Meer dan een willekeurig voorbeeld was dat niet: de beschreven theorie wordt toegepast op alle leersystemen.
Het is niet verwonderlijk dat interferentie veel optreedt bij vreemdetaalverwerving. De leerling beschikt immers al over een systeem: de moedertaal. Dit systeem vertoont veel gelijkenissen met dat van de te leren vreemde taal (vooral als het om verwante talen gaat), en ook de actualisatoren komen goeddeels overeen (communicatiedrang). Daardoor worden de verschillen uit het oog verloren of niet opgemerkt, en wordt het dominante moedertaalgedrag geactualiseerd. Het moedertaalsysteem interfereert met het vreemdetaalsysteem.
In de taaldidactiek wordt interferentie echter niet noodzakelijkerwijze als problematisch ervaren. Bovendien heeft het begrip interferentie in de taalkunde een ruimer betekenis dan in de leerpsychologie. Zie het artikel Interferentie (taalkunde).